# Matsudaira Shigeyoshi
Matsudaira Shigeyoshi est un nom japonais traditionnel ; le nom de famille (ou le nom d'école), Matsudaira, précède donc le prénom (ou le nom d'artiste).
Matsudaira Shigeyoshi (松平 重吉, 1493-5 octobre 1580), aussi appelé Jirōzaemon (次郎左右衛門). Chef des Nōmi-Matsudaira (能見 松平), branche de la maison principale Matsudaira qui devient plus tard la famille shogunale des Tokugawa, Shigeyoshi sert trois générations successives de la principale lignée Matsudaira : Kiyoyasu, Hirotada et (Tokugawa) Ieyasu. Il sert comme okazaki-sōbugyō (magistrat okazaki) avec Torii Tadayoshi, père du célèbre Torii Mototada.
Matsudaira Shigekatsu, 4e fils de Shigeyoshi, devient daimyō du domaine de Tōtōmi-Yokosuka (26 000 koku de revenus annuels).

## Source de la traduction
- (en) Cet article est partiellement ou en totalité issu de l’article de Wikipédia en anglais intitulé « Matsudaira Shigeyoshi » (voir la liste des auteurs).